# Achalpur
Achalpur, abans Ellichpur i Illychpur, és una ciutat i municipi al districte d'Amravati a Maharashtra. Té una ciutat bessona coneguda com a Paratwada. Té una població de 107.304 habitants.

## Història
La llegenda local diu que Raja II, un jainista originari de la vila avui anomenada Khan Zamannagar, el Samvat 1115 de l'era hindú (equivalent a l'any 1058) hi va governar de manera independent però pel que se sap la regió feia part aleshores del regne de Somesvara I dels chalukya restaurats. La llegenda barreja aquesta informació amb les lluites de Raja II amb el ghazi Shah Abdur-Rahman (una capella i tomba d'aquest ghazi encara existeix, però es considera que fou aixecada en temps dels bahmànides, vers l'any 1400), un heroi gaznèvida suposat nebot de Mahmud de Gazni com l'altre ghazi Salar Masud.
És esmentada al segle xiii quan era tributària del sultanat del Delhi (des de 1294) però governada per hindús fins al 1318 quan, després de la conquesta final de Deogiri, fou annexionada. Sota els bahmànides fou capital de la tarafa (província) de Berar; Muhammad Shah (1378-97), el cinquè sultà bahmànida, hi va fundar un orfenat després de la fam que va assolar el país en el seu regnat; el seu successor Firoz Shah es va aturar a la ciutat el 1400 mentre els seus generals feien una victoriosa expedició contra el regne gond de Kherla; Ahmad Shah Wali, germà i successor de Firoz, també es va aturar a la ciutat mentre es construïen i restauraven els forts de Gawilgarh i Narnala entre 1425 i 1428.
Del 1490 al 1572 Ellichpur fou la capital del sultanat de Berar sota la dinastia imadshàhida, la qual fou enderrocada per Murtaza Nizam Shah d'Ahmednagar el 1572, tornant a ser només capital provincial. Quan va passar a l'Imperi Mogol la capital de Berar es va traslladar a Balapur, però al segle xvii era capital de la suba de Berar.
Quan Asaf Jah va esdevenir independent el 1724 la seva capital es va establir a Hyderabad i Ellichpur va rebre governadors subordinats al virrei, el primer dels quals fou Iwaz Khan (1724-1728) al que va succeir Shujaat Khan (1729-1740). Aquest es van enfrontar al maratha Raghuji Bhonsle, contra el que va lluitar a Bhugaon, i va morir en la batalla (1728). Els Bhonsle van saquejar Ellichpur; un altre governador fou Sharif Khan (1751-1762) que fou deposat pel nizam, el qual va nomenar governador al seu fill Ali Jah Bahadur, però aquest va delegar en el seu lloctinent Ismail Khan, un afganès que va obrir la llista de governadors afganesos. El va seguir Salabat Khan que només va governar dos anys però va millorar molt la ciutat; va rebre orde d'unir-se a l'exèrcit del nizam contra Tipu Sultan de Mysore i es va destacar a la guerra; va servir també en la batalla de Kardia i estava al costat del general Wellesley el 1803. El seu fill Namdar Khan, va rebre el jagir del seu pare (que tenia una renda de dos lakhs) i a més a més un altre jagir amb la mateixa renda, i el títol de nawab d'Ellichpur, i va governar fins a la seva mort el 1843; havia caigut en retards en el pagament de les rendes i va haver de cedir gran part del seu jagir retenint rendes per 3500 lliures; el va succeir el seu nebot Ibrahim Khan, que va viure fins a 1846, quan la vídua del seu pare, Ghulam Hasan, va poder heretar l'estat i el títol de nawab pagant 7 lakhs, que va obtenir mitjançant un préstec d'un banquer local amb garantia del palau i altres propietats. La família es va extingir en els anys següents.
El 1853, Berar va ser cedit als britànics en administració (fins al 1903 es va mantenir la sobirania nominal del nizam, vegeu Províncies Cedides i Conquerides) i va formar del districte d'East Berar amb capital a Amravati. El 1867, amb el nom d'Ellichpur fou capital del districte d'Ellichpur fins al 1905 quan fou incorporada al districte d'Amravati o Amraoti. La municipalitat es va crear el 1869. La seva població el 1901 era de 29.740 habitants. El 1903 Berar fou declarat formalment territori britànic i unit a les Províncies Centrals per formar les Províncies Centrals i Berar (després de 1947 Madhya Bharat). L'agost de 1905 el districte d'Ellichpur fou unit al districte d'Amravati. El 1956 el districte d'Amravati (incloent Ellichpur) va ser transferit a l'estat de Bombai, estat que va agafar el nom de Maharashtra el 1960.
Paratwada és una vila moderna sorgida com a camp militar sota Salabat Khan. La municipalitat fou establerta el 1893.